# موکوساتسو
موکوساتسو (انگلیسی: Mokusatsu) یک کلمه در زبان ژاپنی است که به معنی «نادیده گرفتن»، «هیچ توجهی نکردن» یا «با تحقیر ساکت رفتار کردن» است. این ترکیب از دو کانجی تشکیل شده‌است: 黙 (موکو «سکوت») و 殺 (ساتسو «قتل»). این یکی از اصطلاحاتی است که اغلب ذکر و استدلال می‌شود که مشکلاتی که ژاپنی‌ها در حوزه سیاست بین‌الملل با آن روبرو هستند ناشی از سوءتفاهم یا ترجمهٔ غلط زبان آنها است.

## استفاده
«موکوساتسو» در پاسخ به تقاضای متفقین جنگ جهانی دوم در اعلان پوتسدام مبنی بر تسلیم بی‌قیدوشرط ژاپن در جنگ جهانی دوم مورد استفاده قرار گرفت. موکوساتسو به این معنا تلقی شد که ژاپن این شرایط را رد کرده‌است، موکوساتسو (سکوت) یک رد صریح در نظر گرفته شد و منجر به تصمیم رئیس‌جمهور هری ترومن برای انجام بمباران اتمی هیروشیما و ناگاساکی شد.